# Patrick Haemers
Patrick Haemers (Schaarbeek, 2 november 1952 – Vorst, 14 mei 1993) was een Belgisch crimineel.
Hij maakte in de jaren 80 deel uit van het Brusselse misdaadmilieu. Hij was tevens lid van de naar hem vernoemde "bende Haemers" (hoewel hij niet de leider van de bende was), die verder bestond uit o.a. zijn vrouw Denise Tyack, Thierry Smars, Philippe Lacroix, Marc Van Dam, Basri Bajrami en Kapllan Murat. Wegens zijn gewelddadige overvallen op verscheidene geldtransporten werd hij beschouwd als een Belgische topgangster. In 1989 werd hij internationaal bekend, nadat bleek dat hij oud-premier Paul Vanden Boeynants had ontvoerd. Fysiek viel Haemers op vanwege zijn grote lichaamslengte, opvallend blauwe ogen, en blonde haren. Hij kreeg dan ook soms de bijnaam Le Grand Blond. In 1993 pleegde hij zelfmoord in zijn gevangeniscel.

## Biografie
Patrick Haemers was de zoon van Liliane en Achille Haemers, en de broer van Eric Haemers. Vader Achille Haemers was een welgestelde West-Vlaamse textielhandelaar. In de jaren zeventig raakte Patrick vertrouwd met het Brusselse nachtleven. Broer Eric was eigenaar van een kroeg, "The Gypsies". Naast Patrick Haemers waren er ook andere malafide figuren vaste klant in de kroeg. Patrick Haemers raakte in en rond de Gypsies en in de rest van Sint-Lambrechts-Woluwe bevriend met jonge boeven zoals Thierry Smars, Philippe Lacroix, en Jorgen en Axel Zeyen. Ze werden allen omschreven als rijkeluiszonen die veel vrije tijd hadden en geld kregen van hun ouders. In dit milieu kwam Haemers in aanraking met drugs (voornamelijk cocaïne) en nachtclubs.

### Brussels nachtleven
In 1972 richtte vader Achille nachtclub "The First" op. In 1973 werd Patrick Haemers de uitbater van dit etablissement. De nachtclub verdween na een hevige brand, maar de verzekering keerde niets uit omdat de brand opzet zou zijn geweest. Haemers kwam in de nachtclub "Sleepy Lagoon" in contact met het Brussels misdaadmilieu. Hij leerde er onder meer Ramadan Dodack kennen en Denise Tyack, een prostituee uit het Israëlische pooiermilieu.
In 1978 werd Haemers door de correctionele rechtbank van Brussel veroordeeld tot drie jaar cel wegens een groepsverkrachting van een vrouw aan de Mellaertsvijver in Sint-Pieters-Woluwe: dit was een prostituee die na haar diensten, niet betaald werd door Haemers en zijn vrienden. In totaal zat hij hiervan veertien maanden uit.
In 1979 opende Achille Haemers vlak naast de voormalige The First de privéclub "Elysée 19". Deze was een thuishaven voor verscheidene politici, rijkswachters, maar ook criminelen. Later veranderde de club haar naam in "Happy Few". In 1983 werd Patrick Haemers opnieuw de uitbater van de nachtclub van zijn vader, ditmaal in samenwerking met zijn vriendin Denise Tyack.

### Geldsmokkel
Philippe Lacroix en Thierry Smars ontmoetten eind jaren 70 bankier Guy Cruysmans, een bekende naam uit Sint-Lambrechts-Woluwe. Cruysmans was een goede vriend van toppoliticus Paul Vanden Boeynants (VDB) en maakte ook deel uit van CEPIC, Centre Politique des Indépendants et Cadres Chrétiens, een politieke beweging die symbool stond voor de verrechtsing binnen de partij PSC. In enkele ontmoetingen met Lacroix en Smars (en in mindere mate ook met Patrick Haemers) bracht hij hen wat politieke kennis bij. Cruysmans was in die tijd de baas van Caisse Privé Banque SA, een Brusselse bank. Smars werd niet meer dan de persoonlijke chauffeur van Cruysmans, maar later werd hij, samen met Lacroix en Patrick Haemers, geldsmokkelaar in dienst van de Brusselse bankier.
Het zwarte geld van sommige klanten van Caisse Privé Banque werd via Lacroix, Smars en Haemers naar het buitenland gesmokkeld. Daar zette het trio het geld op verscheidene bankrekeningen. Het criminele drietal werd goed bevriend met Cruysmans en bleef ook na de dood van de bankier in december 1985 zwart geld naar het buitenland transporteren. Later bleek dat ook Paul Vanden Boeynants geld liet verdwijnen via Caisse Privé. Het misdaadgeld dat het drietal zelf verdiende verdween uiteindelijk via dezelfde strategie op buitenlandse rekeningen. Voor hulp en informatie rekenden Haemers, Smars en Lacroix dan weer op advocaat Michel Vander Elst, die ze in 1983 leerden kennen.

### Overvallen
Naast geldsmokkelaar was Patrick Haemers ook overvaller. Hij kon daarbij rekenen op de hulp van andere criminelen en familieleden. Zo ging hij in 1981 na een overval op een kantoor van de Bank Brussel Lambert (BBL) in Deerlijk aan de haal met 350.000 Belgische frank. Zijn vader Achille bestuurde de tweede vluchtwagen. Later werd het duo opgepakt. Patrick Haemers hield er een gevangenisstraf van twee jaar aan over. Vader Haemers werd vrijgesproken.
Vanaf 1983 werd Haemers regelmatig verdacht van overvallen, vooral op geldtransporten. Hij zou echter niet meer dan een handlanger van de veel slimmere Philippe Lacroix zijn geweest, maar door zijn grote gestalte en mooi uiterlijk werd Patrick als de leider van de bende beschouwd.
De bende werd nooit gepakt door de politie, maar toenmalig onderzoeksrechter Laffineur beweerde toch over voldoende bewijzen te beschikken om de verscheidene overvallen op geldtransporten te linken aan de bende van Lacroix en Haemers. Hoewel niet met zekerheid is vastgesteld welke overvallen al dan niet door de bende werden gepleegd, kan wel worden verondersteld dat minstens enkele van de vele overvallen het werk van de bende waren.
De bendeleden gingen tijdens die overvallen vaak heel gewelddadig, professioneel en militair te werk. Bovendien maakten ze dikwijls gebruik van gestolen auto's, vaak van het merk BMW. Vaak waren geldtransporten van Securitas of de Post het doelwit. Een overval op 4 november 1985 op een postwagen in Verviers zorgde echter voor de eerste dodelijke afloop: door de bom die geplaatst werd op de achterdeur om de postwagen open te breken, lieten 2 mensen het leven. In totaal zouden er 6 doden zijn gevallen bij de overvallen.
Op 21 mei 1986 werd Smars levenloos op zijn bed gevonden, met een wapen in de hand. De conclusie was al gauw zelfmoord. Toch waren er ook al even snel twijfels door de verdachte omstandigheden. Zo werden op de hand van Smars niet de sporen van antimoon gevonden die men normaal wel aantreft indien men een wapen zelf afvuurt. Als Smars de zware Smith & Wesson die in zijn hand lag niet zelf had afgevuurd, was er dus sprake van moord. Tot op heden is nog niet duidelijk of er sprake is van zelfmoord of moord, en wie in dat laatste geval de dader zou kunnen zijn. Smars raakte na de overval in Verviers in een depressie. Er wordt door sommigen vermoed dat de (eventuele) dader tot de bende Haemers behoorde, die Smars het zwijgen wilde opleggen uit vrees dat hij het niet meer zou uithouden en zou gaan praten.
Op 12 augustus 1987 werd Patrick Haemers opgepakt en ondervraagd in verband met een overval in Wilsele. Een dag later werd hij in Heverlee, in de buurt van de gevangenis van Leuven, bevrijd. Gewapende gangsters hielden het transport tegen en verwondden de agenten die Haemers begeleidden. Haemers sprong samen met de gangsters in een Audi 80 en verdween. In 1988 was de politie de bende Haemers/Lacroix op het spoor. Verondersteld werd dat Haemers (tijdelijk) gevlucht was naar Zuid-Amerika.

### Paul Vanden Boeynants
Op 14 januari 1989 werd oud-premier Paul Vanden Boeynants (bekend als "VDB") ontvoerd. VDB functioneerde al jarenlang op het hoogste politieke niveau en werd nu beschuldigd van corruptie. Al gauw werd de ontvoering opgeëist door de BSR, de Brigades Socialistes Révolutionaires. Er werd 30 miljoen Belgische frank geëist voor de vrijlating van VDB. Na verloop van tijd ontving de politie ook een teken van leven aan de hand van enkele door VDB geschreven brieven.
In werkelijkheid was er geen sprake van de BSR: later zou blijken dat deze afkorting (die ironisch genoeg was afgeleid van de Franstalige benaming voor de BOB) door de bende Haemers werd gebruikt om de politie op een dwaalspoor te brengen. De bendeleden waren uit op heel veel geld van Vanden Boeynants' vermogen. Rond 10 februari 1989 werd er losgeld betaald. Op 13 februari werd VDB vrijgelaten in de buurt van het station van Doornik. Na een kort onderzoek ontdekte de politie dat Patrick Haemers en enkele andere criminelen achter de ontvoering van VDB zaten. Op 14 februari werd in Metz een van de ontvoerders opgepakt, Basri Bajrami, waarna de plaats ontdekt werd waar VDB verborgen was gehouden, een villa in de Franse kustplaats Le Touquet. In het huis vonden ze sporen van Haemers en zelfs van zijn toen 3 jaar oude zoontje Kevin.

### Arrestatie, proces en zelfmoord
De politie kwam Patrick Haemers snel op het spoor. Hij zat samen met zijn vriendin Denise Tyack en zijn collega-gangster Alex Zeyen in Rio de Janeiro in Brazilië. Op 27 mei 1989 werden ze opgepakt door de Braziliaanse politie. Haemers zwaaide tevergeefs met geld in de hoop dat ze hem zouden laten gaan. In een interview liet hij de namen van Philippe Lacroix en Basri Bajrami als medebendeleden vallen. Op 16 maart 1990 werd het drietal uitgeleverd aan België.
Patrick Haemers was in 1978 al eens veroordeeld wegens de groepsverkrachting. In 1987 kwam hij vrij na een veroordeling voor de bankoverval in Deerlijk. In 1988 kreeg hij een geldboete van 500.000 Belgische frank wegens een zaak met valse facturen. Op 19 april 1993 startte echter het grootste proces van zijn leven. De internationale pers was aanwezig en Haemers genoot wel van de aandacht maar was enorm teleurgesteld toen het proces werd uitgesteld. Er waren niet genoeg juryleden aanwezig en Haemers was het wachten duidelijk beu. Zowel fysiek als mentaal leed de toen 40-jarige gangster onder het gevangenisleven; hij werd aan het strengste regime onderworpen en kreeg enorm zware bewaking. Op 19 april maakte hij de rechter dan ook duidelijk dat het proces niet te lang moest worden uitgesteld.
Haemers had zijn vader via een emotionele brief gevraagd om hem te helpen ontsnappen. Zijn vader kreeg de opdracht om een wapen te kopen. Via een omgekochte bewaker zou Haemers dan het wapen ontvangen. Ten slotte waren er ook nog 'vrienden' (namen werden niet genoemd) die de ontsnapping zouden betalen. Het ging dan vooral om geld voor de omgekochte bewaker(s). Haemers werd echter naar een andere gevangenis overgeplaatst en het plan ging niet door, wat voor Haemers een klap was. 
Hij zou echter hoe langer hoe meer tegenslagen te verwerken krijgen. Haemers zag hoe op 5 mei 1993 Philippe Lacroix, Kapllan Murat en Basri Bajrami op spectaculaire wijze uit de gevangenis ontsnapten, maar hemzelf niet betrokken bij hun ontsnapping (waarschijnlijk omdat hij hen eerder had verlinkt). Ook de scheiding van Denise Tyack en het daaraan gelinkte gevolg dat hij zijn zoon niet meer te zien zou krijgen, werd hem te veel.
In de gevangenis had Haemers duidelijk ook last van afkickverschijnselen. Hij vroeg drugsvervangende medicijnen maar kreeg die niet. Op 14 mei 1993 pleegde Haemers in zijn gevangeniscel zelfmoord: met het snoer van een radio vormde hij een strop en hing zichzelf op aan de radiator (130 cm hoog). Hij liet een afscheidsbrief achter. Tot op heden doen theorieën de ronde dat de zelfmoord in het voordeel was van belangrijke personen. Haemers wist namelijk veel over het zwarte geld van bekende figuren uit onder meer de politieke wereld en hij had aangekondigd dat hij zou praten op het proces omdat hij het gevangenisleed niet langer aankon.

## Bende van Nijvel
De Bende van Nijvel was de naam die de media gaf aan een bende gewapende criminelen die minstens 28 moorden op hun geweten hebben en die in 1983 en 1985 verscheidene grootwarenhuizen overvallen hebben. De gewelddadige en militaire aanpak van de bende zou overeenkomst vertonen met die van de bende Haemers. Bovendien kwam de politie tijdens het onderzoek vaak in aanraking met het Brusselse misdaadmilieu van de jaren 80 en dus ook met beruchte gangsters zoals Philippe De Staercke en Patrick Haemers. In het onderzoek naar de Bende van Nijvel is sprake van drie daders die bij de meeste overvallen betrokken waren: de oude, de killer en de reus. Vooral die laatste naam werd geassocieerd met Patrick Haemers, vanwege zijn lichaamslengte. Sommige getuigen, onder wie slachtoffer David Van de Steen, beweren dat ze Haemers herkenden als dader.

## Media
Eind 2012 toonde de televisiezender VIER de documentairereeks "De bende van Haemers" van Peter Boeckx, met daarin privéfilmpjes van Haemers. Bovendien had Boeckx plannen voor een film over Haemers, met een hoofdrol voor acteur Matthias Schoenaerts.